# Pesem Evrovizije 2023
Pesem Evrovizije 2023 je bilo 67. izdaja tekmovanja za pesem Evrovizije .Odvijalo se je v Liverpoolu v Združenem Kraljestvu, saj Ukrajina, zmagovalka tekmovanja leta 2022 s pesmijo "Stefania" orkestra Kalush, zaradi ruske invazije na državo ni mogla gostiti dogodka. Tekmovanje je organizirala Evropska radiodifuzna zveza (EBU), Britanska radiodifuzna korporacija (BBC) pa je delovala kot gostiteljica v imenu Javne radiodifuzne družbe Ukrajine (UA:PBC). Potekalo je v areni Liverpool in je obsegalo dva polfinala 9. in 11. maja ter finale 13. maja 2023. Tri nastope v živo so vodili britanska pevka Alesha Dixon, britanska igralka Hannah Waddingham in ukrajinska pevka Julia Sanina, v finalu pa se jim je pridružil irski televizijski voditelj Graham Norton.
Na tekmovanju je sodelovalo sedemintrideset držav, tri manj kot leta 2022. Bolgarija, Črna gora in Severna Makedonija so se odločile, da ne bodo sodelovale, predvsem zaradi gospodarskega vpliva svetovne energetske krize. 
Zmagala je Švedska s pesmijo "Tattoo", ki jo je izvedla Loreen in jo napisala skupaj z Jimmyjem Thörnfeldtom, Jimmyjem Janssonom, Moo Carlebecker, Petrom Boströmom in Thomasom G:sonom. Finska, Izrael, Italija in Norveška so se uvrstile med najboljših pet. Švedska je zmagala po skupnem številu glasov in glasov žirije, v televizijskem glasovanju pa je končala na drugem mestu za Finsko. Loreen je postala druga izvajalka, ki je dvakrat zmagala na tekmovanju, po irskem pevcu Johnnyju Loganu; to je bila tudi sedma zmaga za Švedsko, s čimer se je izenačila z irskim rekordom po številu zmag na Evroviziji.
Zveza EBU je poročala, da je imelo tekmovanje televizijsko občinstvo 162 milijonov gledalcev na 38 evropskih trgih, kar je milijon gledalcev več kot prejšnjo izdajo. Skupno si je tekmovanje na spletu na YouTubu in TikToku ogledalo 15,6 milijona gledalcev. Prenos tekmovanja je osvojil nagrado Britanske televizijske akademije za najboljši dogodek v živo, Waddinghamova pa je bila za svojo vlogo sovoditeljice nominirana za nagrado Britanske televizijske akademije za najboljšo zabavno predstavo.

## Lokacija
Selekcija države
Na tekmovanju 2022 je zmagala Ukrajina s pesmijo »Stefanija«, Ukrajina pa je v skladu z evrovizijsko tradicijo sprva dobila možnost organizacije tekmovanja 2023. To bi bilo tretjič, da bi Ukrajina gostila tekmovanje, pred tem ga je v letih 2005 in 2017, obakrat v Kijevu. Vendar so se v luči ruske invazije na Ukrajino leta 2022 pojavile špekulacije, da država ne bo mogla gostiti dogodka. Zaradi tega je več držav izrazilo interes za nadomestno lokacijo: Belgija, Italija, Nizozemska, Poljska, Španija (ki je kasneje umaknila interes), Švedska in Velika Britanija.
16. maja 2022 je Mikola Černotitski, predsednik ukrajinske sodelujoče radiotelevizije Nacionalna Suspilna Teleradiokompanija Ukrajiny (UA:PBC), izjavil, da želijo tekmovanje gostiti v mirni Ukrajini in upajo, da bo država lahko zagotoviti varnost vseh udeležencev in njihovih delegacij med prireditvijo. Kasneje je izjavil, da bo izdajatelj 20. maja začel pogovore z ERZ o gostovanju tekmovanja.
Številni ukrajinski politiki so se zavzemali za izvedbo tekmovanja v Ukrajini. Ukrajinski predsednik Volodimir Zelenski je izjavil, da upa, da bo tekmovanje nekega dne potekalo v Mariupolu. Mikola Povoroznik, prvi namestnik vodje kijevske mestne uprave, je 26. maja 2022 izjavil, da bi bil Kijev pripravljen gostiti tekmovanje, če bi ga za to zaprosili. Ukrajinski minister za kulturo Oleksander Tkačenko je 3. junija izjavil, da namerava z ERZ razpravljati o pogojnih spremembah, da bi omogočili izvedbo tekmovanja v državi. Taras Melničuk, vladni predstavnik v vrhovni radi, je 10. junija dejal, da je bil ustanovljen odbor za pomoč pri organizaciji tekmovanja.
16. junija 2022 sta sestali ukrajinska vlada in ERZ, da bi razpravljali o možnih možnostih gostovanja v Ukrajini. Na sestanku je UA:PBC kot možne gostiteljske lokacije predlagal Lvov, Zakarpatje in Kijev. Naslednji dan je ERZ sporočila, da Ukrajina ne bo mogla gostiti tekmovanja, po ocenah tako z UA:PBC kot s strokovnjaki tretjih oseb, in da se bodo glede gostovanja začeli pogovori z drugouvrščeno delegacijo s Pesmi Evrovizije 2022, to je BBC iz Združenega kraljestva. V odgovor sta predsednik UA:PBC Černotitski in ukrajinski minister za kulturo Tkačenko skupaj z nekdanjimi ukrajinskimi evrovizijskimi zmagovalci Ruslano, Džamalo in Olegom Psjukom iz Kaluš Orkestra izdala skupno izjavo, v kateri zahtevajo nadaljnje pogovore z ERZ o gostovanju dogodka v Ukrajini. Stališče so podprli tudi britanski premier Boris Johnson, poljska televizijska hiša TVP, podpredsednik poljske vlade in minister za kulturo Piotr Gliński ter britanska ministrica za kulturo Nadine Dorries. Nadaljnja izjava ERZ z dne 23. junija je ponovno potrdila svojo odločitev, da dogodka ne bo gostila v Ukrajini, in poudarila varnostne razloge za to, hkrati pa pozvala, naj se postopek izbire države gostiteljice ne politizira. Nazadnje tekmovanje v zmagovalni državi ni potekalo leta 1980.
25. julija 2022 so ERZ, UA:PBC in BBC objavili, da bo tekmovanje leta 2023 potekalo v Združenem kraljestvu, pri čemer se bo postopek zbiranja mesta gostitelja začel v istem tednu. UA:PBC bo sodeloval z BBC pri razvoju in implementaciji ukrajinskih elementov za oddaje v živo.
Izbor mesta
Tekmovanje leta 2023 je potekalo v Liverpoolu v Združenem kraljestvu. Združeno kraljestvo je tekmovanje gostilo že devetič, pred tem pa je to storilo v letih 1960, 1963, 1968, 1972, 1974, 1977, 1982 in 1998.  Izbrano prizorišče je bila Liverpool Arena z 11.000 sedeži, večnamenska pokrita arena v kompleksu ACC Liverpool.  Dogodek "Turkizna preproga", kjer so se tekmovalci in njihove delegacije predstavili akreditiranim medijem in navijačem, je potekal 7. maja 2023 pred umetnostno galerijo Walker , sledila pa mu je otvoritvena slovesnost v dvorani St George's Hall . 
V povezavi s tekmovanjem je Liverpool organiziral kulturni festival z imenom "EuroFest", na katerem so sodelovali britanski in ukrajinski umetniki.  Pier Head je bil lokacija Evrovizijske vasi, kjer so na odru nastopali ukrajinski umetniki, lokalni umetniki, sedanji in prejšnji udeleženci Evrovizije ter druge skupine.  Prirejali so tudi projekcije treh koncertov v živo.  Vstop v vas je bil brezplačen, razen med finalom.  EuroClub, ki je potekal v Camp and Furnace, je gostil uradne zabave po tekmovanju in zasebne nastope udeležencev tekmovanja. 
Ob objavi, da bo Združeno kraljestvo gostilo tekmovanje namesto Ukrajine, je BBC zagnal postopek izbire gostiteljskega mesta. Zanimanje za gostovanje je v prvem krogu izrazilo 20 mest Združenega kraljestva. Avgusta jih je v ožji izbor prišlo sedem: Birmingham, Glasgow, Leeds, Liverpool, Manchester, Newcastle in Sheffield. Izbrana mesta so imela čas do 8. septembra, da razvijejo svoje ponudbe in jih predložijo BBC-ju v evalvacijo. 27. septembra sta bila kot finalista imenovana Glasgow in Liverpool, 7. oktobra pa sta ERZ in BBC oznanila, da bo tekmovanje potekalo v Liverpoolu.

## Sodelujoče države
Za morebitno sodelovanje na tekmovanju za pesem Evrovizije je potrebna nacionalna radiotelevizija z aktivnim članstvom v EBU, ki je sposobna sprejemati tekmovanje prek omrežja Evrovizije in ga prenašati v živo po vsej državi. EBU je vsem aktivnim članicam izdala povabilo k sodelovanju na tekmovanju. Pridružena članica Avstralija ni potrebovala povabila za tekmovanje leta 2023, saj ji je bilo predhodno dovoljeno sodelovanje vsaj do letošnjega leta. 
20. oktobra 2022 je EBU objavila, da bo na tekmovanju leta 2023 sodelovalo 37 držav – najmanjše število sodelujočih držav na eni izdaji od leta 2014  – pri čemer so se Bolgarija, Črna gora in Severna Makedonija, ki so sodelovale na tekmovanju leta 2022, zaradi finančnih razlogov leta 2023 odločile, da ne bodo sodelovale. To je bilo tudi prvo tekmovanje, na katerem je Češka republika sodelovala pod skrajšanim angleškim imenom Czechia.

### 1. Predizbor
Prvi predizbor je potekal 9. maja 2023 ob 21.00 po srednjeevropskem času. V tem predizboru je sodelovalo petnajst držav, vrstni red pa je bil objavljen 22. marca 2023.  Finska je osvojila največ točk, sledile so ji Švedska, Izrael, Češka, Moldavija, Norveška, Švica, Hrvaška, Portugalska in Srbija. Države, ki se niso uvrstile v finale, so bile Latvija, Irska, Nizozemska, Azerbajdžan in Malta. Vse države, ki so tekmovale v tem polfinalu, so imele pravico glasovati, poleg Francije , Nemčije in Italije ter nesodelujoče države v okviru skupnega glasovanja "Preostalega sveta". 
Predizbor se je odprl s plesnim skečem na pesem »Together in Electric Dreams«, pred katerim je sledil vnaprej posnet segment, v katerem so nastopili Paul Hollywood, Kralj Karel III., kraljica Camilla, Sister Sister, Ricky Tomlinson, Nikita Kuzmin in Paul O'Grady, ki se je pojavil posmrtno. Sledila je sovoditeljica Julia Sanina, ki je s svojim možem in članom skupine The Hardkiss Valeriyjem Bebkom izvedla pesem »Mayak«.  Med odmori sta Alyosha izvedla pesem »Ordinary World« z Rebecco Ferguson, Rita Ora pa je izvedla mešanico pesmi »Ritual«, »Anywhere«, »I Will Never Let You Down« in »Praising You«. Nato so bili opravljeni intervjuji s francoskimi, nemškimi in italijanskimi izvajalci, predvajani pa so bili tudi posnetki njihovih tekmovalnih pesmi. 
| #   | Država      | Izvajalec                 | Pesem                   | Jezik(i)                                       | Točke | Mesto |
| --- | ----------- | ------------------------- | ----------------------- | ---------------------------------------------- | ----- | ----- |
| 1.  | Norveška    | Alessandra                | "Queen of Kings"        | angleščina                                     | 102   | 6.    |
| 2.  | Malta       | The Busker                | "Dance (Our Own Party)" | angleščina                                     | 3     | 15.   |
| 3.  | Srbija      | Luke Black                | "Samo mi se spava"      | angleščina, srbščina                           | 37    | 10.   |
| 4.  | Latvija     | Sudden Lights             | "Aijā"                  | angleščina                                     | 34    | 11.   |
| 5.  | Portugalska | Mimicat                   | "Ai coração"            | portugalščina                                  | 74    | 9.    |
| 6.  | Irska       | Wild Youth                | "We Are One"            | angleščina                                     | 10    | 12.   |
| 7.  | Hrvaška     | Let 3                     | "Mama ŠČ!"              | hrvaščina                                      | 76    | 8.    |
| 8.  | Švica       | Remo Forrer               | "Watergun"              | angleščina                                     | 97    | 7.    |
| 9.  | Izrael      | Noa Kirel                 | "Unicorn"               | angleščina                                     | 127   | 3.    |
| 10. | Moldavija   | Pasha Parfeni             | "Soarele și luna"       | romunščina                                     | 109   | 5.    |
| 11. | Švedska     | Loreen                    | "Tattoo"                | angleščina                                     | 135   | 2.    |
| 12. | Azerbajdžan | TuralTuranX               | "Tell Me More"          | angleščina                                     | 4     | 14.   |
| 13. | Češka       | Vesna                     | "My Sister's Crown"     | angleščina, ukrajinščina, češčina, bolgarščina | 110   | 4.    |
| 14. | Nizozemska  | Mia Nicolai & Dion Cooper | "Burning Daylight"      | angleščina                                     | 7     | 13.   |
| 15. | Finska      | Käärijä                   | "Cha Cha Cha"           | finščina                                       | 177   | 1.    |

### 2. Predizbor
Drugi predizbor je potekal 11. maja 2023 ob 21.00 po srednjeevropskem času. V tem predizboru je sodelovalo šestnajst držav, vrstni red pa je bil objavljen 22. marca 2023.  Avstralija je osvojila največ točk, sledile so ji Avstrija, Poljska, Litva, Slovenija, Armenija, Ciper, Belgija, Albanija in Estonija. Države, ki se niso uvrstile v finale, so bile Islandija, Gruzija, Grčija, Danska, Romunija in San Marino. Vse države, ki so tekmovale v tem polfinalu, so imele pravico glasovati, poleg Španije , Ukrajine in Združenega kraljestva ter nesodelujoče države v okviru skupnega glasovanja "Preostalega sveta". 
V tem polfinalu je igralec Luke Evans med odmorom med tekmovalnima nastopi izvedel vnaprej posnet govor o zgodovini tekmovanja, med odmori pa je nastopil "Music Unites Generations", mešanica znanih ukrajinskih glasbenih del v izvedbi Mariye Yaremchuk , Otoya in Zlate Dziunke, ter plesni skeč v koreografiji Jasona Gilkisona, ki so ga izvedle tri drag performerke, Miss Demeanour, Miss Mercedes Bends in Tomara Thomas, skupaj s plesnim ansamblom Podilya. Skeč z naslovom "Be Who You Wanna Be" je bil zasnovan na mešanici pesmi " Free Yourself ", " Free Your Mind ", " Free " in avstralske pesmi iz leta 2018 "We Got Love". Nato so bili intervjuvani britanski, španski in ukrajinski izvajalci, predvajani pa so bili tudi posnetki njihovih tekmovalnih pesmi. 
| #   | Država     | Izvajalec                 | Pesem                    | Jezik(i)               | Točke | Mesto |
| --- | ---------- | ------------------------- | ------------------------ | ---------------------- | ----- | ----- |
| 1.  | Danska     | Reiley                    | "Breaking My Heart"      | angleščina             | 6     | 14.   |
| 2.  | Armenija   | Brunette                  | "Future Lover"           | angleščina, armenščina | 99    | 6.    |
| 3.  | Romunija   | Theodor Andrei            | "D.G.T. (Off and On)"    | romunščina, angleščina | 0     | 15.   |
| 4.  | Estonija   | Alika                     | "Bridges"                | angleščina             | 74    | 10.   |
| 5.  | Belgija    | Gustaph                   | "Because of You"         | angleščina             | 90    | 8.    |
| 6.  | Ciper      | Andrew Lambrou            | "Break a Broken Heart"   | angleščina             | 94    | 7.    |
| 7.  | Islandija  | Diljá                     | "Power"                  | angleščina             | 44    | 11.   |
| 8.  | Grčija     | Viktor Vernikos           | "What They Say"          | angleščina             | 14    | 13.   |
| 9.  | Poljska    | Blanka                    | "Solo"                   | angleščina             | 124   | 3.    |
| 10. | Slovenija  | Joker Out                 | "Carpe Diem"             | slovenščina            | 103   | 5.    |
| 11. | Gruzija    | Iru                       | "Echo"                   | angleščina             | 33    | 12.   |
| 12. | San Marino | Piqued Jacks              | "Like an Animal"         | angleščina             | 0     | 16.   |
| 13. | Avstrija   | Teya & Salena             | "Who the Hell Is Edgar?" | angleščina             | 137   | 2.    |
| 14. | Albanija   | Albina & Familja Kelmendi | "Duje"                   | albanščina             | 83    | 9.    |
| 15. | Litva      | Monika Linkytė            | "Stay"                   | angleščina             | 110   | 4.    |
| 16. | Avstralija | Voyager                   | "Promise"                | angleščina             | 149   | 1.    |

### Finale
Finale je potekalo 13. maja 2023 ob 21.00 po srednjeevropskem času. V finalu je sodelovalo šestindvajset držav, pri čemer so bili upravičeni do glasovanja žirija in televizijski glasovi vseh sedemintridesetih sodelujočih držav ter nesodelujoče države v okviru združenega spletnega glasovanja »Preostali svet«. Vrstni red za finale je bil objavljen 12. maja 2023. Švedska je zmagala na tekmovanju s pesmijo » Tattoo «, ki jo je izvedla Loreen in jo napisala skupaj z Jimmyjem Janssonom , Jimmyjem »Jokerjem« Thörnfeldtom , Moo »Cazzi Opeia« Carlebeckerjem , Petrom Boströmom in Thomasom G:sonom .  Švedska je zmagala s 583 točkami in osvojila tudi glas žirije. Finska je bila druga s 526 točkami in zmagala v televizijskem glasovanju, Izrael, Italija, Norveška, Ukrajina, Belgija, Estonija, Avstralija in Češka pa so se uvrstile med prvih deset. Albanija, Portugalska, Srbija, Združeno kraljestvo in Nemčija so zasedle zadnjih pet mest. 
Finale je odprl orkester Kalush z zmagovalno pesmijo »Stefania« in najnovejšim singlom »Changes«. Med tistimi, ki so nastopili v vnaprej posnetem delu otvoritve, so bili Bolt Strings, Andrew Lloyd Webber, Joss Stone, Ballet Black, ga. Banks in Catherine, princesa Walesa.  Sledila je parada z zastavami, na kateri se je predstavilo vseh šestindvajset finalistov, spremljali pa so jih štirje nekdanji ukrajinski udeleženci Evrovizije, ki so izvedli nove različice svojih tekmovalnih pesmi, pomešane z britanskimi klasikami: Go_A s »Shum«, Jamala z zmagovalno pesmijo »1944«, Tina Karol s »Show Me Your Love« in Verka Serduchka z »Dancing Lasha Tumbai«. 
Med odmori je Sam Ryder izvedel svoj novi singel "Mountain" z Rogerjem Taylorjem  skupine Queen in "The Liverpool Songbook", poklon liverpoolski glasbeni dediščini, v katerem je šest nekdanjih udeležencev Evrovizije zapelo svoje različice pesmi iz mesta gostitelja: Mahmood z "Imagine", Netta z "You Spin Me Round (Like a Record)", Daði Freyr z "Whole Again", Cornelia Jakobs z "I Turn to You", Sonia z njeno pesmijo iz leta 1993, ki je predstavljala Združeno kraljestvo , "Better the Devil You Know", in Duncan Laurence , skupaj z zgoraj omenjenimi izvajalci, voditelji in Ruslano na vnaprej posnetem nastopu v Golden Gateu v Kijevu s pesmijo "You'll Never Walk Alone". Björn Ulvaeus iz skupine ABBA se je pojavil tudi v kratkem video skeču o nedavnih komercialnih uspehih tekmovanja. 
| #   | Država              | Izvajalec                 | Pesem                    | Jezik(i)                                       | Točke | Mesto |
| --- | ------------------- | ------------------------- | ------------------------ | ---------------------------------------------- | ----- | ----- |
| 1.  | Avstrija            | Teya & Salena             | "Who the Hell Is Edgar?" | angleščina                                     | 120   | 15.   |
| 2.  | Portugalska         | Mimicat                   | "Ai coração"             | portugalščina                                  | 59    | 23.   |
| 3.  | Švica               | Remo Forrer               | "Watergun"               | angleščina                                     | 92    | 20.   |
| 4.  | Poljska             | Blanka                    | "Solo"                   | angleščina                                     | 93    | 19.   |
| 5.  | Srbija              | Luke Black                | "Samo mi se spava"       | srbščina, angleščina                           | 30    | 24.   |
| 6.  | Francija            | La Zarra                  | "Évidemment"             | francoščina                                    | 104   | 16.   |
| 7.  | Ciper               | Andrew Lambrou            | "Break a Broken Heart"   | angleščina                                     | 126   | 12.   |
| 8.  | Španija             | Blanca Paloma             | "Eaea"                   | španščina                                      | 100   | 17.   |
| 9.  | Švedska             | Loreen                    | "Tattoo"                 | angleščina                                     | 583   | 1.    |
| 10. | Albanija            | Albina & Familja Kelmendi | "Duje"                   | albanščina                                     | 76    | 22.   |
| 11. | Italija             | Marco Mengoni             | "Due vite"               | italijanščina                                  | 350   | 4.    |
| 12. | Estonija            | Alika                     | "Bridges"                | angleščina                                     | 168   | 8.    |
| 13. | Finska              | Käärijä                   | "Cha Cha Cha"            | finščina                                       | 526   | 2.    |
| 14. | Češka               | Vesna                     | "My Sister's Crown"      | angleščina, ukrajinščina, češčina, bolgarščina | 129   | 10.   |
| 15. | Avstralija          | Voyager                   | "Promise"                | angleščina                                     | 151   | 9.    |
| 16. | Belgija             | Gustaph                   | "Because of You"         | angleščina                                     | 182   | 7.    |
| 17. | Armenija            | Brunette                  | "Future Lover"           | angleščina, armenščina                         | 122   | 14.   |
| 18. | Moldavija           | Pasha Parfeni             | "Soarele și luna"        | romunščina                                     | 96    | 18.   |
| 19. | Ukrajina            | Tvorchi                   | "Heart of Steel"         | angleščina, ukrajinščina                       | 243   | 6.    |
| 20. | Norveška            | Alessandra                | "Queen of Kings"         | angleščina                                     | 268   | 5.    |
| 21. | Nemčija             | Lord of the Lost          | "Blood & Glitter"        | angleščina                                     | 18    | 26.   |
| 22. | Litva               | Monika Linkytė            | "Stay"                   | angleščina                                     | 127   | 11.   |
| 23. | Izrael              | Noa Kirel                 | "Unicorn"                | angleščina                                     | 362   | 3.    |
| 24. | Slovenija           | Joker Out                 | "Carpe Diem"             | slovenščina                                    | 78    | 21.   |
| 25. | Hrvaška             | Let 3                     | "Mama ŠČ!"               | hrvaščina                                      | 123   | 13.   |
| 26. | Združeno kraljestvo | Mae Muller                | "I Wrote a Song"         | angleščina                                     | 24    | 25.   |